# Podróże Doktora Dolittle
Podróże Doktora Dolittle (ang. The Voyages of Doctor Dolittle) – powieść dla dzieci z 1922 roku napisana przez Hugh Loftinga. W 1923 zdobyła Medal Johna Newbery’ego.
Jest drugą w kolejności powstania książką napisaną przez Loftinga o doktorze Johnie Dolittle, jednak ze względu na chronologię zdarzeń uznaje się ją za szóstą część cyklu powieści.

## Opis fabuły
Tommy Stubbins namawia Doktora Dolittle na poszukiwanie zaginionego podróżnika Długiej Strzały. Wyprawę na tajemniczą Wyspę Pajęczych Małp odbywa wraz z przyjaciółmi, m.in. papugą Polinezją i małpką Czi-Czi. Podróży morskiej towarzyszą liczne przygody – przybycie na pływającą wyspę, zaznajomienie się z Indianami, negocjacje z morświnami, rozmowa z Wielkim Szklanym Ślimakiem Morskim i odkrywanie dna morskiego.

## Bohaterowie
W tej powieści po raz pierwszy w cyklu o Doktorze Dolittle pojawia się Tom (Tommy) Stubbins, syn lokalnego szewca i pomocnik doktora Dolittle. Począwszy od tej części, we wszystkich powieściach z cyklu bedzie on pełnił także rolę narratora (w poprzednich powieściach występował narrator trzecioosobowy).
również w tej powieścipowracają, znani z pierwszego tomu, małpka Czi-Czi, papuga Polinezja oraz afrykański książę Bumpo, którzy również będą odgrywać ważną rolę w kolejnych powieściach.

## Odbiór i analiza
Książkę skrytykowała Martyna Engeset-Pograniczna, zwracając uwagę na to, że postać Długiej Strzały powiela stereotyp szlachetnego dzikusa. Zwróciła także uwagę, na problematyczne sformułowania użyte w niektórych tłumaczeniach, z dzisiejszego punktu widzenia, bliskie mentalności kolonialnej lub rasistowskiej:

Wszechpotężny Biały Człowieku, uratowałeś mi życie. Przez resztę moich dni jestem sługą na twe rozkazy